# Kirche von Højby

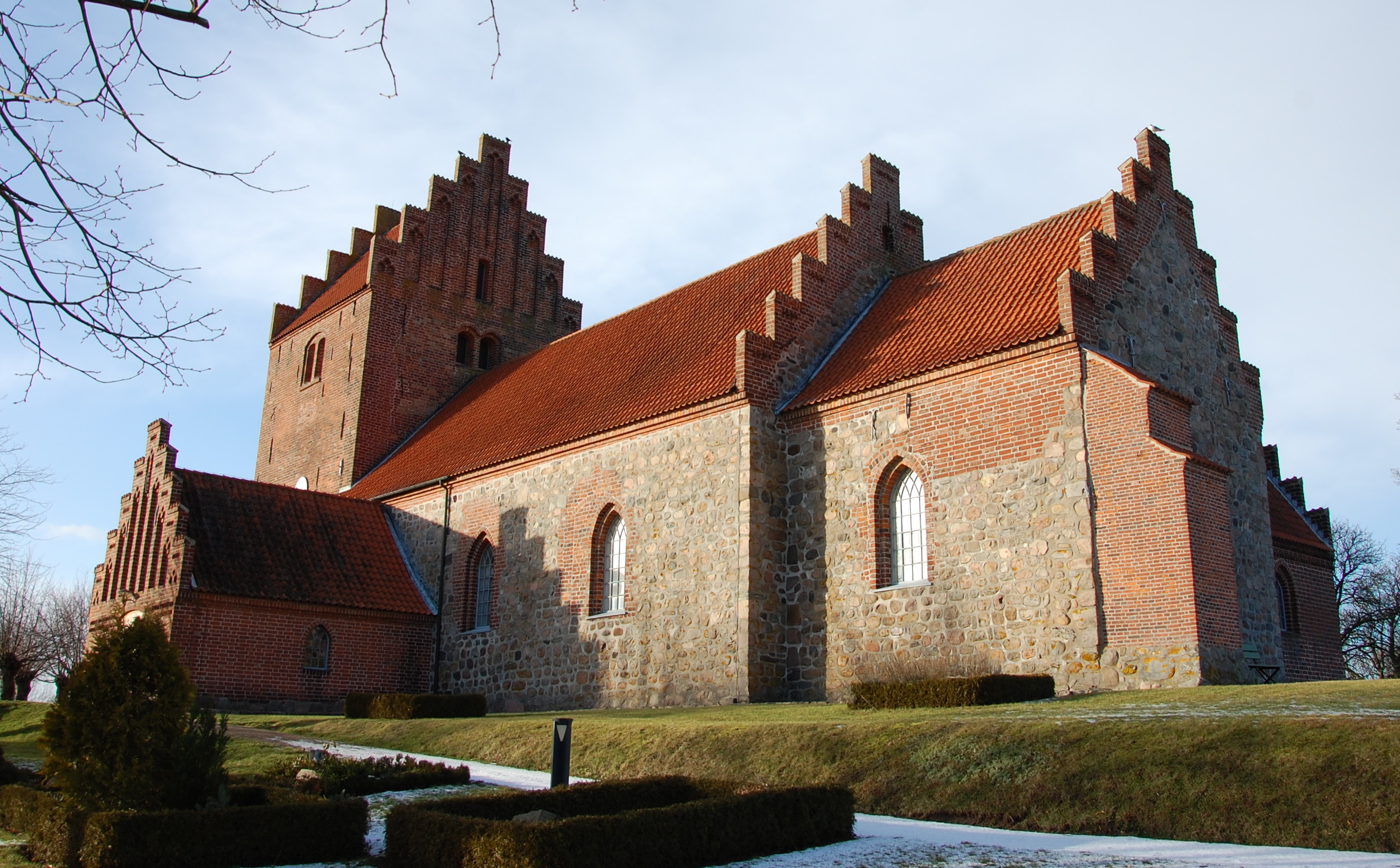
Kirche von Højby

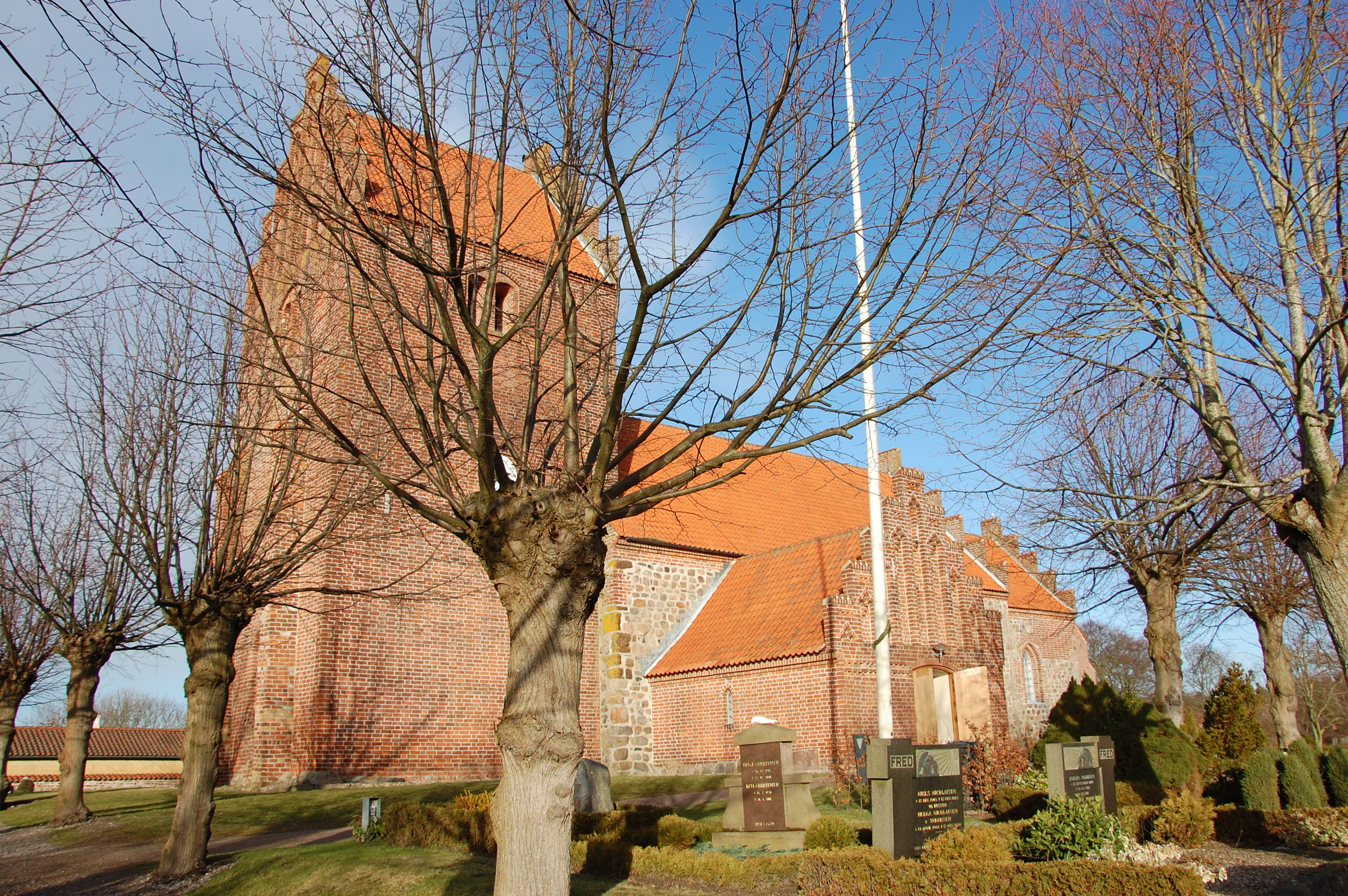
2013

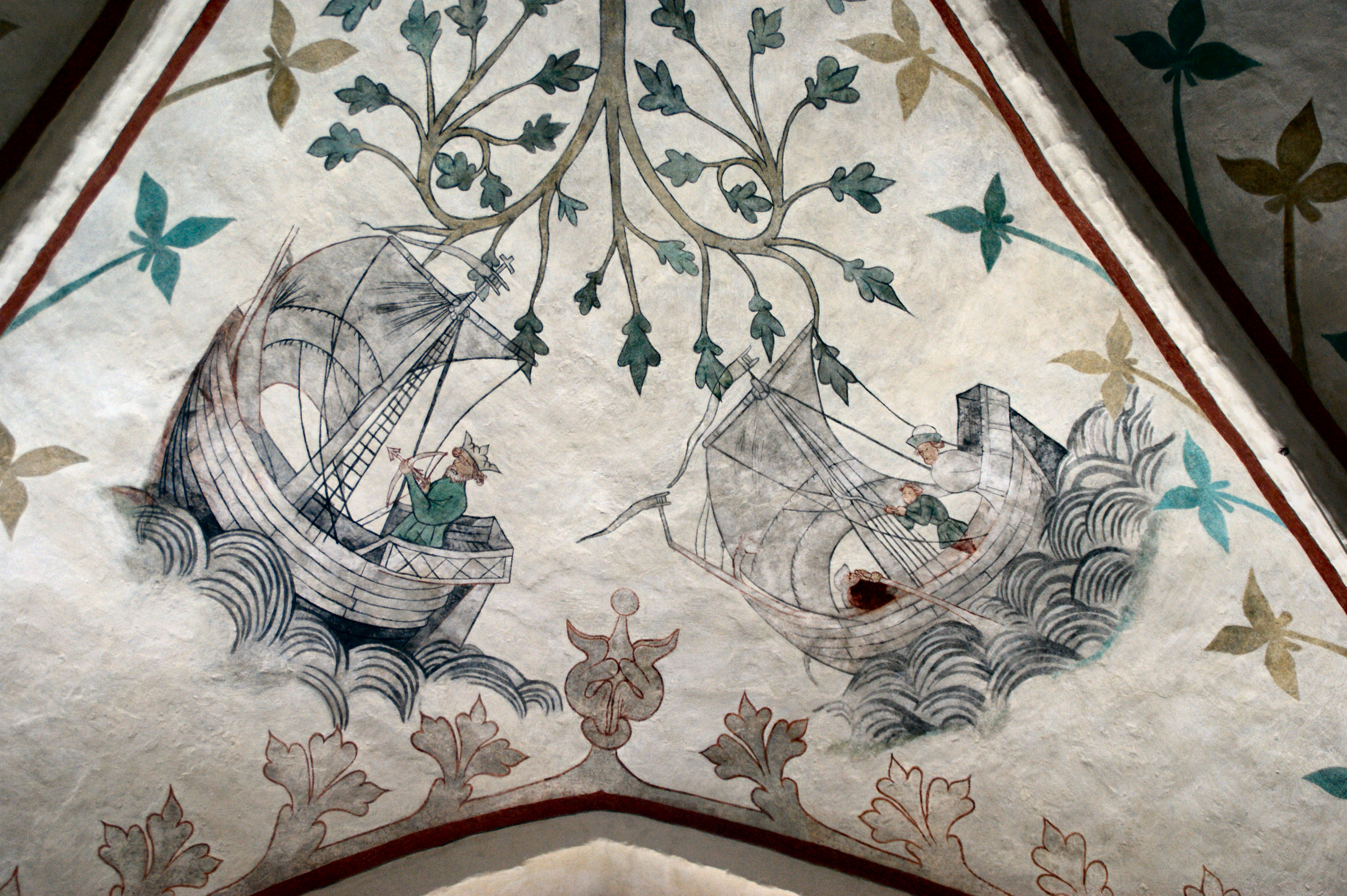
Fresko

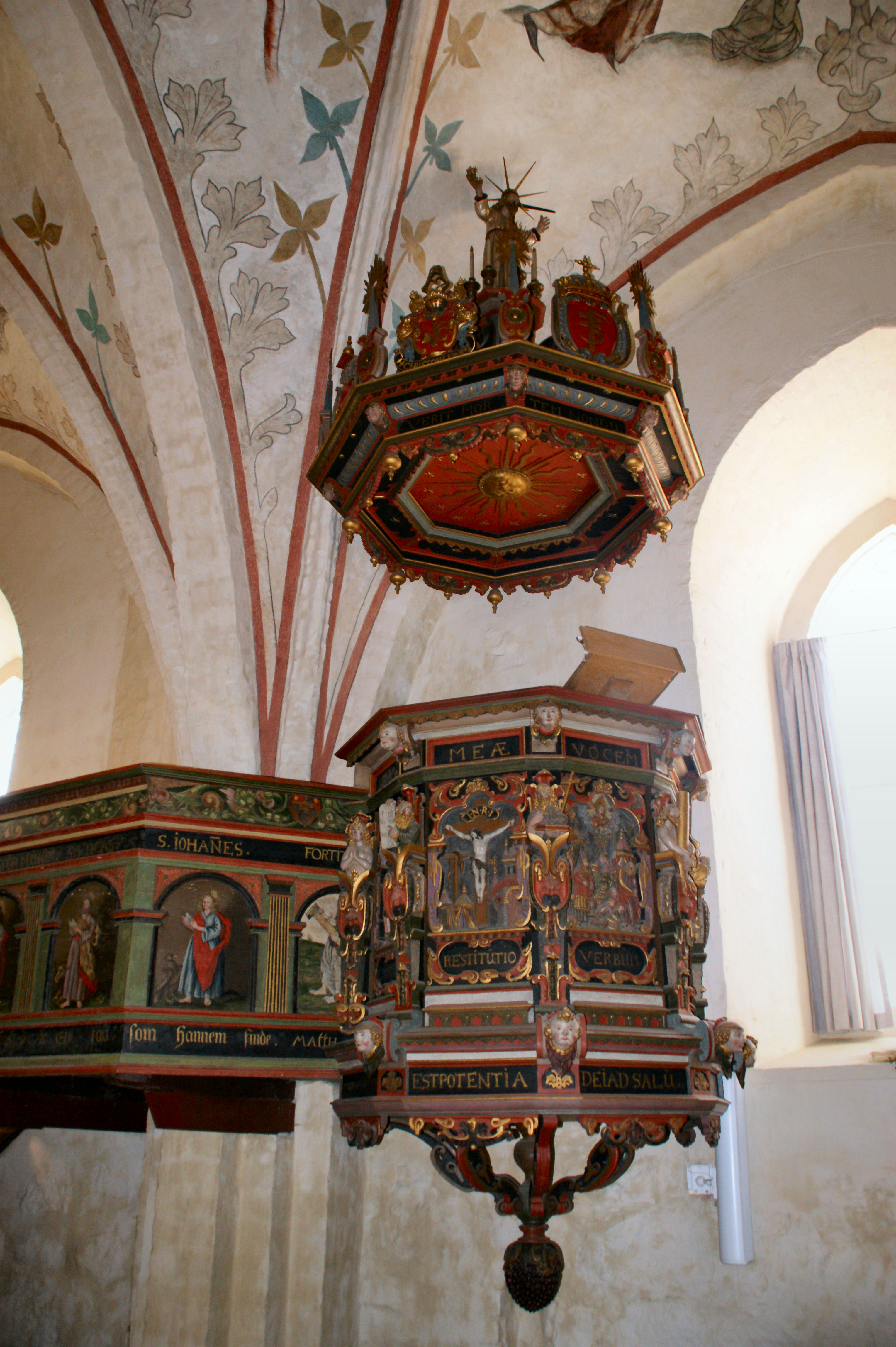
Kanzel

Die Kirche von Højby ist eine Kirche der Dänischen Volkskirche im dänischen Ort Højby. Sie liegt in der Kirchspielsgemeinde Højby Sogn in der Odsherred Kommune.

## Architektur und Geschichte
Die romanische Kirche entstand in der ersten Hälfte des 12. Jahrhunderts und ist die größte Kirche in Odsherred. Als Baumaterial dienten nur wenig behauene Feldsteine. Das Kirchenschiff verfügte über insgesamt sechs, der Chor über drei Fenster. In der Nordwand des Chores befindet sich ein ummauertes romanisches Fenster mit Resten eines Eichenrahmens. Dieses Fenster wird von fein gehauenen Steinen aus Raseneisenstein (dänisch myremalm ) eingerahmt. Der Kirchturm wurde dann in der Zeit nach 1400 aus Ziegelsteinen westlich des Schiffs angefügt. Er erhielt einen mit Verzierungen versehenen gotischen Stufengiebel. Um 1500 wurde dann auf der Südseite ebenfalls aus Backstein eine Vorhalle angebaut. Auf der Nordseite entstand ein Seitenschiff und die Sakristei.
Im Kircheninneren bestand zunächst eine Holzbalkendecke, die dann jedoch bereits im 13. Jahrhundert durch gotische Gewölbe ersetzt wurde. Bekannt ist die Kirche wegen der hier erhaltenen mittelalterlichen Kalkmalereien. Diese Fresken stammen vom Anfang des 15. Jahrhunderts und wurde 1901 freigelegt und restauriert. Im östlichen Teil des Schiffs befindet sich eine Illustration einer Legende, wonach der Olav der Heilige mit seinem Halbbruder Harald um Norwegens Thron um die Wette gesegelt sei und Olav dann Norwegens König wurde. Im mittleren Teil des Schiffs sind drei Ereignisse aus der Bibel dargestellt, darunter die Heiligen drei Könige.
Die in der Kirche befindliche Kanzel mitsamt Schalldeckel wurde 1656 von Lorentz Jørgensen aus Holbæk, einem Schüler von Hans Gudewerdt dem Jüngeren der Eckernförder Bildschnitzerschule, geschaffen. Auf der Kanzel ist der Lehnsherr von Dragsholm Christopher Urne und seine Frau Sophia abgebildet. Urne hatte den Künstler in die Gegend geholt.
Nach einem in der Kirche begangenen Mord galt sie zeitweise als entweiht.
Auf dem Friedhof der Kirche ist die dänische Pornodarstellerin Bodil Joensen (1944–1985) beigesetzt.